# LGBT práva v Maroku

Duhová mapa Maroka

Neoficiální duhová marocká vlajka

Lesby, gayové, bisexuálové a translidé (LGBT) se v Maroku setkávají s právními komplikacemi neznámými pro většinové obyvatelstvo. Mužská i ženská stejnopohlavní sexuální aktivita je v Maroku trestná. Jeho společenský a kulturní postoj k LGBT stojí v přímém kontrastu se sousedním Španělskem. V pozadí restriktivní politiky k LGBT právům hraje ústřední roli islámská vláda.

## Zákony týkající se stejnopohlavní sexuální aktivity
Článek 489 trestního zákoníku Marockého království kriminalizuje hrubé a nepřirozené akty s jedinci stejného pohlaví. Stejnopohlavní sexuální aktivita je podle marockých zákonů trestána odnětím svobody v délce trvání 6 měsíců až 3 let a pokutou 120 až 1200 dirhamů. Nicméně tyto zákony jsou místními autoritami vymáhány sporadicky  s jistou mírou tolerance vůči homosexualitě v turistických resortech například Marrákéši. Tyto vztahy často představují formu prostituce poptávanou turisty. Právní status LGBT Maročanů je z velké části ovlivněn tradiční islámskou morálkou, která na homosexualitu a crossdressing pohlíží jako na projevy amorálnosti.
V r. 2016 byly v Marrákeši zatčeny dvě dívky po zveřejnění fotografie, na níž se líbaly. Jejich případ se stal předmětem mezinárodního odporu. Hlavní líčení se odložilo na prosinec 2016, kde je nakonec soud zprostil viny.

## Vládní politika
Žádná z vládnoucích, ani opozičních stran, nepodporuje veřejně LGBT práva, což znamená, že se doposud nepřijaly žádné zákony chránící je. Vláda na homosexualitu nahlíží z hlediska zájmu ochrany tradiční kultury, tedy tradičních genderových rolí a náboženské morálky. Homosexuální tematika je v literatuře zakázána a školy jsou nuceny učit o nebezpečí a rizicích aktů proti přírodě. Kromě toho byl 21. března 2008 zveřejněn Ministerstvem vnitra ucelený koncept vládní agendy: zachování občanské etiky, ochrana společnosti před všemi akty nezodpovědného chování a zachování marocké kulturní identity.
V zahraniční politice odmítla vláda účast zástupců International Gay and Lesbian Rights Representative na Konferenci OSN o HIV/AIDS v r. 2001. Taktéž odmítla rezoluci OSN formálně odsuzující diskriminační anti-gay zákony.

## Stejnopohlavní soužití
Stejnopohlavní páry nemají žádný právní status.

## Ochrana před diskriminací
Homofobní a transfobní diskriminace a harašment nejsou marockou legislativou zakázány. Většina Maročanů je přesvědčená o tom, že homosexualita a jiné genderové identity jsou hříšnými projevy západní dekadence a amorálnosti. Ochrana LGBT práv není zdejší vládou považovaná za jednání v nejlepším zájmu občanů.

## Souhrnný přehled
| Legální stejnopohlavní styk                                                             | (Trest: Až 3 roky vězení.) |
| Stejný věk legální způsobilosti k pohlavnímu styku pro obě orientace                    | No                         |
| Anti-diskriminační zákony v zaměstnání                                                  | No                         |
| Anti-diskriminační zákony v přístupu ke zboží a službám                                 | No                         |
| Anti-diskriminační zákony v ostatních oblastech (homofobní urážky, zločiny z nenávisti) | No                         |
| Stejnopohlavní manželství                                                               | No                         |
| Stejnopohlavní soužití                                                                  | No                         |
| Adopce dítěte partnera                                                                  | No                         |
| Společná adopce dětí stejnopohlavními páry                                              | No                         |
| Gayové a lesby smějí otevřeně sloužit v armádě                                          |                            |
| Možnost změny pohlaví                                                                   | No                         |
| Přístup k umělému oplodnění pro lesbické ženy                                           | No                         |
| Náhradní mateřství pro gay páry                                                         | No                         |
| MSM smějí darovat krev                                                                  | No                         |